# 1503

## Събития
- 23 февруари – Битката при Руво, днешна провинция Бари, Италия. Част от т. нар. Италиански войни между французи и испанци.
- 10 май – Христофор Колумб открива Каймановите острови.
- 8 август – Джеймс IV, крал на Шотландия, сключва брак в Единбург с английската принцеса Маргарет Тюдор.
- 22 септември – Пий III е избран за нов папа след смъртта на Александър VI. Уви, новият папа умира по-малко от месец след това, на 18 октомври.
- 1 ноември – Юлий II е избран за новия римокатолически папа.
- Неапол е превзет от испанската армия.

## Родени
- Гарсиласо де ла Вега, испански поет († 1536)
- Томас Уайът, английски дипломат и поет († 1542)
- 11 януари – Пармиджанино, италиански художник († 1540)
- 10 март – Фердинанд I, император на Свещената Римска империя († 1564)
- 23 юли – Анна Ягелонина, кралица на Унгария и Бохемия († 1547)
- 12 август – Кристиан III, крал на Дания и Норвегия († 1559)
- 23 октомври – Изабела Португалска, кралица на Испания, императрица на Свещената Римска империя († 1539)
- 14 декември – Нострадамус, френски астролог († 1566)

## Починали
- 11 февруари – Елизабет Йоркска, кралица на Хенри VII (* 1466)
- 7 април – София Палеологина, велика мовсковска княгиня (* неизв.)
- 3 юли – Пиер Д'Обюсон, велик магистър – хоспиталиер (* 1423)
- 18 август – Александър VI, римски папа (* 1431)
- 10 октомври – Пиер дьо Бурбон, херцог на Бурбон, регент на Франция (* 1438)
- 18 октомври – Пий III, римски папа (* 1439)
- 23 ноември – Маргарет Йоркска, сестра на кралете Едуард IV и Ричард III, трета съпруга на Шарл Дръзки (* 1446)
- 14 декември – Стен Стуре Старши, регент на Швеция (* 1440)
- 28 декември – Пиеро II Глупака, владетел на Флоренция, син на Лоренцо Великолепни Медичи (* 1472)